# Destil·leries Garriga
Destil·leries Garriga fou una empresa d'elaboració de licors de Gironella (Berguedà) que durant molts anys fou coneguda per la marca pròpia d'anís, Anís Garriga, elaborat artesanalment.

## Història
Les destil·leries Garriga van ser fundades l'any 1890 pel gironellenc Joan Garriga, el qual, a partir de l'assaig i l'experimentació, va elaborar una fórmula pròpia per elaborar anís, conegut amb la seva marca d'Anís Garriga. El secret de la preparació, a la mort del fundador, va passar d'aquest a la vídua i després al cunyat, Pau Serra. Més endavant les destil·leries i la fórmula van passar a Martí Serra i Garriga i finalment a Gaspar Serra, qui en fou l'últim propietari.
Tot i que l'Anís va ser el producte més conegut i més elaborat, també van produir altres licors. En els primers temps s'elaborava l'Estomacal Montañés. Durant els anys de la Guerra Civil es va aturar la producció per manca de matèries primeres. Després es començaren a produir, entre d'altres, el brandi Serra, la Crema d'Anís, la Ginebra Marelvi i el Ron Jamaica. Paral·lelament també hi havia una gama de licors a granel. Als anys setanta envasaven suc de fruita amb el nom de Marelvi, marca que provenia de la fusió del nom de les germanes del propietari, Gaspar Serra (Marta i Elvira).
El 1940 l'empresa tenia 10 treballadors. La seva època d'or fou entre 1940 i 1970. Pel que fa a la distribució, antigament es repartia el producte en carros de tracció animal pels bars i cellers del Berguedà. Cap als anys cinquanta del segle XX es distribuïa al Berguedà, el Bages, el Solsonès, i les poblacions de Vic, Igualada, la Seu d'Urgell, Mollet del Vallès, Mataró i fins i tot a la Costa Brava.
El canvi en els hàbits de consum de la població, que es va anar decantant pel conyac en detriment de l'anís, i la competència de les grans marques, van deixar de fer rendible l'elaboració artesanal de l'Anís Garriga. Els aiguats de 1982 van ser el cop de gràcia definitiu. Quan va cessar l'activitat com a destil·leria, el local es va convertir en un celler-restaurant, al principi, en mans dels mateixos propietaris, amb el nom de Restaurant Celler Garriga, i posteriorment va anar passant per diferents amos i noms (el Celleret, la Destil·leria).
El 1952, el músic Josep Font i Parera, director entre d'altres de la societat coral l'Aroma Gironellenca i de l'Orfeó Nova Solsona, va compondre una sardana titulada "Anís Garriga".